# Saint-Erblon
Saint-Erblon é uma comuna francesa na região administrativa da Bretanha, no departamento Ille-et-Vilaine. Estende-se por uma área de 10,95 km². Em 2010 a comuna tinha 3 265 habitantes (densidade: 298,2 hab./km²).